# Boston United F.C.
Boston United Football Club – angielski klub piłkarski z siedzibą w Bostonie. Został założony w 1933 roku. Klub rozgrywa swoje mecze na stadionie York Street.